# Heather O'Rourke
Heather Michele O’Rourke (San Diego, California, 27 de diciembre de 1975-ibidem, 1 de febrero de 1988) fue una actriz estadounidense, más conocida por su papel de Carol Anne Freeling en la película Poltergeist.

## Biografía
Famosa a partir de la interpretación de la pequeña Carol Anne Freeling en la película Poltergeist y sus dos secuelas.
Heather era la menor de dos hermanas y fue concebida junto con un hermano mellizo menor que no llegó a nacer. Sus inicios en la pantalla fueron realizando campañas publicitarias para reconocidas marcas como McDonalds y Mattel. De muy pequeña, ya a los tres años, ganó un desfile local llamado Pequeña Señorita, bailando con su hermana Tammy de siete años. A los cinco años, hizo su primera aparición en TV, en la publicidad de la fábrica de juguetes Mattel, y más tarde para McDonalds.
En el año 1980, su hermana Tammy O'Rouke consiguió un papel de bailarina en la película de la MGM Pennies from heaven (conocida en España como Dinero caído del cielo). Las filmaciones se estaban realizando en una cafetería, y su madre solía quedarse con ellas a comer en los almuerzos diarios del rodaje. Ahí fue donde el director y guionista Steven Spielberg, quien buscaba ansiosamente a una niña para interpretar un papel terrorífico en su próxima película: Poltergeist, observó a esta pequeña rubia de cuatro o cinco años y no dudó en invitarla a presentarse a la audición. Las primeras palabras de ella hacia el famoso director fueron «no se me permite hablar con extraños». Sin embargo, tras realizar las pruebas de cámara, Heather reaccionaba con risa en lugar de espanto, lo que llevó al director Tobe Hooper a desestimarla. Aun así, Spielberg estaba convencido de que no se había equivocado. Fue a buscarla a su casa, habló personalmente con sus padres y le llevó una historia de miedo que le leyó personalmente. Tras insistir, la niña terminó asustándose hasta llorar y su rostro convenció a las intenciones artísticas del director. Finalmente, fue contratada.
Ella contaba que le tenía miedo a las películas de terror, que nunca había querido ver una. Los compañeros del elenco comentaban su sorpresa al ver que mientras todos estaban nerviosos intentando recordar el guion, ella estaba sentada tranquila esperando que la llamasen para rodar.
Después de filmar la primera entrega, Heather comenzó a caminar en un terreno más cómodo en el mundo del espectáculo, realizando apariciones en series televisivas como CHiPs, Webster o Días felices.
Murió el 1 de febrero a los 12 años tras sufrir el día anterior un paro cardíaco no traumático y un choque séptico subsiguientes a una obstrucción intestinal. Posiblemente a causa de un defecto de nacimiento, posteriormente diagnosticado en 1988 como la enfermedad de Crohn; erróneamente, pues en realidad tenía estenosis intestinal aguda.

## Filmografía

### Cine
| Año  | Película                      | Personaje           | Notas                    |
| ---- | ----------------------------- | ------------------- | ------------------------ |
| 1982 | Massarati and the Brain       | Skye Henry          | Película para televisión |
| 1982 | Poltergeist                   | Carol Anne Freeling |                          |
| 1985 | Surviving: A Family in Crisis | Sarah Brogan        | Película para televisión |
| 1986 | Poltergeist II                | Carol Anne Freeling |                          |
| 1986 | Around the Bend               | Erica Ebersol       | Película para televisión |
| 1988 | Poltergeist III               | Carol Anne Freeling |                          |

### Televisión
| Año       | Serie                      | Personaje          | Notas        |
| --------- | -------------------------- | ------------------ | ------------ |
| 1981      | La isla de la fantasía     | Liz Blake (5 años) | 2 episodios  |
| 1982-1983 | Días felices               | Heather Pfister    | 12 episodios |
| 1983      | CHiPs                      | Lindsey            | 1 episodio   |
| 1983      | Matt Houston               | Sunny Kimball      | 1 episodio   |
| 1983      | Webster                    | Melanie            | 3 episodios  |
| 1984      | Finder of Lost Loves       | Jillian Marsh      | 1 episodio   |
| 1986-1987 | The New Leave it to Beaver | Heather            | 2 episodios  |
| 1987      | Our House                  | Dana               | 1 episodio   |
| 1987      | Rocky Road                 | Niña rusa          | 1 episodio   |

## Premios y nominaciones

### Premio Artistas Jóvenes
| Año  | Resultado | Premio                  | Categoría/destinatario(s)                            |
| ---- | --------- | ----------------------- | ---------------------------------------------------- |
| 1983 | Nominada  | Premio Artistas Jóvenes | Mejor actriz joven de soporte por Poltergeist (1983) |

| Año  | Resultado | Premio                  | Categoría/destinatario(s)                                                                       |
| ---- | --------- | ----------------------- | ----------------------------------------------------------------------------------------------- |
| 1987 | Ganadora  | Premio Artistas Jóvenes | Rendimiento excepcional por una joven actriz protagonista de película por Poltergeist II (1987) |